# Giuseppe Puppo
Giuseppe Maria Puppo (Lucca, Toscana, 12 de juliol de 1749 - Florència, 19 d'abril de 1827) fou un violinista, compositor i director d'orquestra italià.
Després de fer sòlids estudis a Italia, es trasllada a Londres, on va romandre fins al 1784. Posteriorment passà a París, on dirigí durant un temps l'orquestra del teatre de Monsieur, dedicant-se després a la ensenyança, i de 1811 a 1817 fou director d'orquestra del Teatre San Carlo de Florència.
Va compondre gran nombre d'obres, entre les que cal citar: Tres concerts, 8 estudis i tres duos per a violí i  6 fantasies per a piano.